# هنری دبلیو. ادواردز
هنری دبلیو. ادواردز (به انگلیسی: Henry W. Edwards) سناتور سابق عضو حزب دموکرات ایالات متحده آمریکا بود. وی در سال ۱۸۲۳ تا ۱۸۲۷ میلادی سناتور ایالت کنتیکت در سنای ایالات متحده آمریکا بود.